# Michael Drosnin
Michael Alan Drosnin, né le 31 janvier 1946 à Brooklyn et mort le 9 juin 2020 à Manhattan, est un journaliste et écrivain américain, connu pour ses ouvrages concernant le Code de la Bible.

## Biographie
Michael Drosnin est né à New York le 31 janvier 1946. Il a travaillé en tant que journaliste pour le Washington Post (1966-1968) et ensuite pour le Wall Street Journal (1969-1970), avant de devenir journaliste indépendant. Son premier livre, "Citizen Hughes", publié en 1985, est une biographie du milliardaire américain Howard Hughes basée sur des documents volés. À partir de 1992, il se consacre à l'étude du Code de la Bible et publie plusieurs ouvrages sur le sujet.

## Le Code de la Bible
Il commence à rechercher le Code de la Bible en 1992, après avoir rencontré le mathématicien israélien Eliyahu Rips et son associé Alexander Rotenberg, lors d'un voyage en Israël. À cette époque, Michael Drosnin n'est pas quelqu'un de religieux, s'avérant d'emblée être très sceptique à propos du Code de la Bible, qui serait contenu dans la version hébraïque de l'Ancien Testament : la Torah. Il devient convaincu de son importance en 1994, quand il découvre un code relatif au futur assassinat du premier ministre israélien Yitzhak Rabin dans la Bible. Il avertit ce dernier, et devient persuadé de la capacité du code à prédire l'avenir quand Yitzhak Rabin est assassiné en 1995.
En 1997, Michael Drosnin publie son livre le plus connu, La Bible : le Code secret, dans lequel il affirme que le Code de la Bible, interprété à l'aide d'un logiciel d'ordinateur, prédit l'avenir et que ces événements pourraient être modifiés par nos actions. Son livre révèle par exemple que les assassinats de Anouar el-Sadate ou de John Fitzgerald Kennedy ont été annoncés par avance dans la Bible, plus de 3 000 ans auparavant. Des noms de personnages historiques tel que Saddam Hussein, Adolf Hitler, Albert Einstein apparaissent également, ainsi que des événements historiques comme la Grande Dépression de 1929, l'Holocauste de la Seconde Guerre mondiale ou le premier pas de l'homme sur la lune lors de la mission Apollo 11 en 1969.

Il émet alors l'hypothèse qu'une intelligence extraterrestre (plutôt que Dieu) ait délivré le message codé de la Bible afin d'avertir les hommes de l'approche imminente de l'apocalypse, qu'il situe avec une très forte probabilité entre les années 1996 et 2006. Il évoque ainsi l'avènement prochain d'une nouvelle guerre mondiale déclenchée par un holocauste atomique, avec l'agression d'Israël comme élément déclencheur.
En 2002, il publie un deuxième livre sur le sujet : La Bible : le Code secret II - Le compte à rebours a commencé. Il rédige ce livre après avoir été témoin des attentats du 11 septembre 2001, prédits selon lui dans la Bible. Plus que jamais persuadé de l'imminence de la fin des temps à la suite de la Seconde Intifada, il raconte ses nombreuses tentatives pour avertir les dirigeants politiques impliqués dans le processus de paix au Proche-Orient (Yasser Arafat, Bill Clinton, Ehud Barak, Shimon Peres, Ariel Sharon, etc.), et parvient à en rencontrer certains. Il relate également sa quête de la "clé du code", contenue dans une arche de fer qui aurait été enfouie dans les environs de la Mer Morte, et qui révélerait le mystère de nos origines. Michael Drosnin développe également la certitude que le code de la Bible et l'ADN ont la même origine extraterrestre. Pour lui, l'ADN aurait été introduit sur terre par une intelligence supérieure il y a plus de 3 milliards d'années.
Un troisième livre, intitulé La Bible : le Code secret III - La Quête, est sorti aux États-Unis en 2007.

## Critiques
Le livre de Michael Drosnin est fondé sur la méthode dite de Séquence de lettres équidistantes (SLE) publiée en 1994 par les mathématiciens israéliens Doron Witztum, Eliyahu Rips, et Yoav Rosenberg dans la revue scientifique Statiscal Science. Cette méthode a été remise en cause par les mathématiciens Dror Bar-Natan et Brendan McKay, en l'appliquant au roman Guerre et Paix qui avait servi de contre-exemple aux Israéliens.
Michael Drosnin mit les critiques au défi de trouver un message relatif l'assassinat d'un premier ministre encodé dans Moby Dick. Brendan McKay, professeur de mathématiques à l’Université nationale d’Australie, a démontré que la méthode SLE pouvait s'appliquer à Moby Dick, trouvant neuf fois mentionné l'assassinat d'un premier ministre, mais aussi des allusions à l'assassinat de Martin Luther King ou à l'accident mortel de Lady Di.
Drosnin a reçu le prix Ig Nobel en 1997.